# Stefan Verković

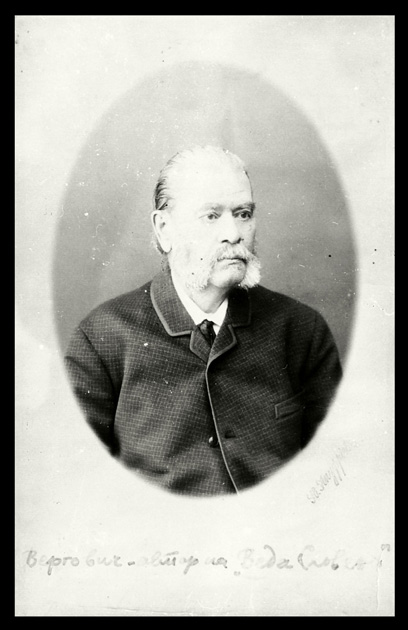

Stefan Verković, född 1821, död 1893, var en serbisk arkeolog.
Verković vistades under tio år i Makedonien för arkeologiska studier, utgav 1860 i Belgrad ett band folkvisor, Narodne pesme makedonski bugara, och tjänstgjorde 1862-75 som serbisk politisk agent i Makedonien. Stort uppseende väckte hans förmenta upptäckt av ett "uråldrigt" bulgariskt folkepos om Orfeus, tryckt 1867 i Moskva med titel Drevnaja bolgarskaja pjesnja ob Orfeje, och denna upptäckt togs på god tro av bland andra Vsevolod Miller, Albert Dumont, Auguste Dozon, Aleksander Chodźko och Vojtěch Šafařík. 
Uppmuntrad av denna framgång publicerade Verković 1874 i Belgrad Veda slovena, 15 folkkväden, som han sade sig ha samlat i Thrakien och Makedonien, från slavernas förhistoriska tid, och 1881 i Sankt Petersburg en ny volym folkvisor av pomaker (muslimska bulgarer) i Rodopibergen. De misstankar om dessa folkvisors äkthet, som redan uttalats av Louis Léger, Josef och Konstantin Jireček, Aleksandr Pypin, Vatroslav Jagić och Marin Drinov, bekräftades av Ivan Sjisjmanov, som påvisade, att förfalskningarna tillverkats och sålts till Verković av en läraren Ivan Gologanov.
Verković dog i Sofia 72 år gammal.